# Arthur Boehm-Tettelbach
Arthur Boehm-Tettelbach, bis 1925 Georg Arthur Boehm (* 21. Mai 1875 in Erstein; † 15. August 1952 in Lübeck) war ein deutscher Offizier, Rechtsextremist und Honorarprofessor an der Universität Rostock.

## Leben
Boehm legte das Abitur in Colmar ab und trat 1893 in das Infanterie-Regiment Nr. 132 der Preußischen Armee in Straßburg ein. Dort stieg er 1899 zum Bataillonsadjutanten auf und absolvierte 1903/06 die Kriegsakademie in Berlin. Anschließend wurde er zum Großen Generalstab kommandiert und war von 1908 bis 1913 Ausbildungs- und Gerichtsoffizier sowie Adjutant in Straßburg. Von 1912 bis 1913 studierte er als Gasthörer Philosophie und Kunstgeschichte an der Universität Straßburg. Von 1913 bis 1914 war als Hauptmann Chef der 7. Kompanie im Infanterie-Regiment „Herzog Friedrich Wilhelm von Braunschweig“ (Ostfriesisches) Nr. 78 in Osnabrück. Von 1914 bis 1918 nahm er am Ersten Weltkrieg teil. Boehm hatte verschiedene Positionen an der Front inne, nach einer Verwundung im stellvertretenden Großen Generalstab und im militärischen Vermessungswesen, zuletzt als Oberstleutnant im besetzten Litauen.
Nach dem Krieg siedelte er sich in Gotha an, weil er hier ein Zentrum wehrfeindlicher, pazifistischer Tendenzen vermutete, und begann als völkischer Redner und Schriftsteller zu wirken. Aus der Deutschnationalen Volkspartei trat er aus, weil sie in der „Judenfrage“ zu unentschieden sei. Er leitete den thüringischen Landesverband im Kyffhäuserbund. Des Weiteren war er im „Deutschbund“ als Bundeskanzler, in der Fichte-Gesellschaft von 1914, im „Deutschvölkischen Schutz- und Trutzbund“ und später in der „Deutschvölkischen Freiheitsbewegung“. 1920 wurde er offiziell aus dem Heeresdienst entlassen. Für den Kampfbund für deutsche Kultur von Alfred Rosenberg veröffentlichte er 1927 Broschüren (Planmäßige Entsittlichung. Auch eine Revue).
1922 zog er nach Lübeck um, wo er bis 1927 eine Filiale des Unternehmens seines Schwiegervaters für Erbschaftsregulierungen einrichtete. Parallel hielt er weiter antisemitische und völkische Vorträge. Der Lübecker Senat erteilte ihm 1925 den Namen Boehm-Tettelbach. Dann zog er nach Rostock um. Von 1932 bis 1943 hatte er Lehraufträge für Wehrgeschichte und Wehrwesen an der Universität Rostock und von 1932 bis 1933 an der Universität Hamburg. Zum 1. Mai 1933 trat er in die NSDAP ein (Mitgliedsnummer 2.805.133), 1934 in die SA. Auch gehörte er weiteren NS-Organisationen an wie dem NS-Lehrerbund und dem NS-Dozentenbund. 1938 wurde er in Rostock Honorarprofessor. Er dehnte seine Reden zur Stärkung des Wehrwillens über das ganze Land Mecklenburg aus. 1939–1943 diente er in der Wehrmacht, zuletzt als Oberstleutnant, beim Generalstab der Luftwaffe, 8. Kriegswissenschaftliche Abteilung.
Seine schriftlich niedergelegten Erinnerungen, die sich im Wesentlichen mit dem Militärwesen, Nationalsozialismus, der Politik zur Weimarer Republik und der Geschichte Lübecks (1923–1950) beschäftigen, übergab der Verfasser im August 1950 dem Archiv der Hansestadt Lübeck.
Sein Bruder war General Alfred Boehm-Tettelbach.

## Schriften
- Die Offiziershetze als politisches Kampfmittel und Kulturerscheinung. München 1922.[3]
- Gemeinsam mit Reinhold Gadow (1882–1945): Deutschlands wehrgeographische Lage in ihrer Entwicklung von 1914 bis 1941. Tornisterschrift des Oberkommandos der Wehrmacht, 1942.

## Einzelbelege
1. 1 2  Harald Lönnecker: Zwischen Esoterik und Wissenschaft – die Kreise des völkischen Germanenkundlers Wilhelm Teudt, Frankfurt/M. 2004, S. 7, Anm. 18 (PDF; 175 kB).
2. ↑  Bundesarchiv R 9361-IX KARTEI/3511009.
3. ↑  Rezensiert von Kurt Tucholsky in: Die Erdolchten Abgerufen am 28. November 2023.

| Personendaten    | Personendaten                                            |
| ---------------- | -------------------------------------------------------- |
| NAME             | Boehm-Tettelbach, Arthur                                 |
| ALTERNATIVNAMEN  | Boehm-Tettelbach, Arthur Georg                           |
| KURZBESCHREIBUNG | deutscher Offizier, Rechtsextremist und Honorarprofessor |
| GEBURTSDATUM     | 21. Mai 1875                                             |
| GEBURTSORT       | Erstein                                                  |
| STERBEDATUM      | 15. August 1952                                          |
| STERBEORT        | Lübeck                                                   |